# زبيدي برازيلي
زبيدي برازيلي (الاسم العلمي:Stromateus brasiliensis) (بالإنجليزية: Southwest Atlantic butterfish)‏ هو نوع من الأسماك يتبع جنس الزبيدي من فصيلة الأسماك الزبيدية.